# Midnatt i Paris
Midnatt i Paris (originaltitel: Midnight in Paris) är en amerikansk film från 2011 i regi av Woody Allen. Den är en romantisk komedi. Filmen hade svensk premiär den 2 september 2011.

## Handling
Filmen handlar om författaren Gil och hans fästmö Inez från USA som har åkt tillsammans med Inez föräldrar till Paris. Men Gil och Inez har olika intressen vilket leder till problem. Han vill skriva en betydelsefull roman men hon vill att han ska bli bättre betald manusförfattare i Hollywood.
Gil drömmer om  1920-talets Paris och vid nattliga promenader blir Gil upphämtad av en bil som för honom just dit och till författare som Ernest Hemingway och F. Scott Fitzgerald. Han träffar också kvinnan Adriana, som drömmer om la Belle époque. De flyttas dit, bara för att höra vissa drömma sig tillbaka till renässansen. 
Vistelsen i Paris får Gil att ifrågsätta sina val i livet men också att det är föga meningslöst att drömma om att det var bättre under svunna tider. 

## Roller i urval
- Owen Wilson – Gil Pender
- Rachel McAdams – Inez
- Kurt Fuller – John, Inez far
- Mimi Kennedy – Helen, Inez mor
- Michael Sheen – Paul Bates
- Nina Arianda – Carol Bates
- Léa Seydoux - Gabrielle
- Carla Bruni – Museiguide
- Yves Heck – Cole Porter
- Alison Pill – Zelda Fitzgerald
- Corey Stoll – Ernest Hemingway
- Tom Hiddleston – F. Scott Fitzgerald
- Sonia Rolland – Josephine Baker
- Kathy Bates – Gertrude Stein
- Marcial Di Fonzo Bo – Pablo Picasso
- Marion Cotillard – Adriana
- Adrien Brody – Salvador Dalí